# Beim ersten Mal tut's immer weh
Beim ersten Mal tut's immer weh (ted. La prima volta fa sempre male) è il secondo singolo tratto dal decimo album Monster della band industrial metal tedesca OOMPH!.

## Video
La versione censurata è stata pubblicata il 14 luglio 2008 per MyVideo. Una versione senza censure era disponibile sul sito della band attraverso un gioco online che promuoveva l'album nuovo
Il video riprende una quindicenne dal nickname Rotkäppchen (ted.: Cappuccetto rosso) che viene invogliata ad uscire con un pedofilo. I due ritornano a casa di quest'ultimo, dove siede su una sedia e si spoglia mentre la giovane inizia a fare uno spogliarello per poi colpirlo facendolo svenire. La ragazza intanto lo tortura con un coltello e vari strumenti medici fino a rimuovergli i testicoli. Durante il video alcune scene vengono tagliate dalla band che suona.

## Tracce del promo
1. Beim ersten Mal tut's immer weh - 3:59